# Indice de rétention de Kovats
En chromatographie en phase gazeuse, l'indice de rétention de Kovats (en abrégé indice de Kovats ou simplement indice de rétention) est utilisé pour convertir les temps de rétention en constantes indépendantes du système. L'indice porte le nom du chimiste suisse, hongrois de naissance, Ervin Kováts. Il décrivit pour la première fois ce concept dans les années 1950 lorsqu'il effectuait des recherches sur la composition des huiles essentielles.
L'indice de rétention d'un composé chimique est son temps de rétention normalisé par le temps de rétention de l'éluant des n-alcanes adjacents. Alors que le temps de rétention varie avec les différents systèmes de chromatographie (par exemple en ce qui concerne la longueur de la colonne, son diamètre, l'épaisseur du film, la vitesse du gaz porteur ou encore la pression), les indices de rétention calculés sont assez indépendants de ces paramètres et permettent de comparer des valeurs de mesures prises par différents laboratoires d'analyse sous différentes conditions. Les tables d'indices de rétention peuvent aider à identifier des composants en comparant les indices de rétention trouvés expérimentalement avec des valeurs connues,,.

## Expression
Cette méthode tire parti de la relation de linéarité entre les valeurs de {\displaystyle \log(t'_{\mathrm {r} })} et le nombre d'atomes de carbone dans une molécule. La valeur de l'indice de Kovats est usuellement représenté par {\displaystyle I} dans les expressions mathématiques. Son application est réduite aux composés organiques. Pour la chromatographie isotherme, l'indice de Kovats est donné par l'équation suivante :
{\displaystyle I=100\times \left[n+{\frac {\log(t'_{\text{r(inconnu)}})-\log(t'_{\mathrm {r} (n)})}{\log(t'_{\mathrm {r} (N)})-\log(t'_{\mathrm {r} (n)})}}\right]}
avec :
{\displaystyle I}, l'indice de rétention de Kovats ;
{\displaystyle n}, le nombre d'atomes de carbone dans le plus petit n-alcane ;
{\displaystyle N}, le nombre d'atomes de carbone dans le plus grand n-alcane ;
{\displaystyle t'_{\mathrm {r} }}, le temps de rétention ajusté.
Pour la chromatographie à température programmée, l'indice de Kovats est donné par l'équation :
{\displaystyle I=100\times \left[n+{\frac {t_{\text{r(inconnu)}}-t_{\mathrm {r} (n)}}{t_{\mathrm {r} (N)}-t_{\mathrm {r} (n)}}}\right]}
avec :
{\displaystyle I}, l'indice de rétention de Kovats ;
{\displaystyle n}, le nombre d'atomes de carbone dans le plus petit n-alcane ;
{\displaystyle N}, le nombre d'atomes de carbone dans le plus grand n-alcane ;
{\displaystyle t_{\mathrm {r} }}, le temps de rétention.